# Meunasah Matang Teungoh Lt
Meunasah Matang Teungoh Lt is een bestuurslaag in het regentschap Aceh Utara van de provincie Atjeh, Indonesië. Meunasah Matang Teungoh Lt telt 442 inwoners (volkstelling 2010).